# کارپینیانو سیا
کارپینیانو سیا (به ایتالیایی: Carpignano Sesia) یک کومونه در ایتالیا است که در استان نووارا واقع شده‌است.

## خصوصیات
کارپینیانو سیا ۱۴٫۸ کیلومترمربع مساحت و ۲٬۵۷۲ نفر جمعیت دارد.